# Brékoua
Brékoua est un village du  ouest de la Côte d'Ivoire, situé dans la région du Goh (ancien Fromager) sur l'axe Gagnoa-Oumé.
Dans les années 60, Brékoua et le village voisin de Lélépa ont été regroupés administrativement afin de donner naissance à la localité de Lélébrékoua.